# 나미오카역
나미오카역(일본어: 浪岡駅)은 일본 아오모리현 아오모리시에 위치한 동일본 여객철도 오우 본선의 철도역이다. 단선 · 섬식의 형태를 합친 2면 3선 구조의 복합 승강장을 갖춘 지상역이다.

## 타는 곳
| 1 | ■ 오우 본선 | (상행) | 가와베 · 히로사키 방면     |
| 2 | ■ 오우 본선 | (하행) | 쓰가루신조 · 아오모리 방면 |
| 3 | ■ 오우 본선 | 대피선 | 대피선                     |

## 이용 현황
| 승차 인원 추이 | 승차 인원 추이 |
| 연도           | 1일 평균       |
| -------------- | -------------- |
| 2000           | 1,190          |
| 2001           | 1,106          |
| 2002           | 1,094          |
| 2003           | 1,078          |
| 2004           | 1,045          |
| 2005           | 1,074          |
| 2006           | 1,039          |
| 2007           | 1,019          |
| 2008           | 1,029          |
| 2009           | 1,026          |
| 2010           | 1,047          |
| 2011           | 1,089          |
| 2012           | 1,080          |
| 2013           | 1,090          |

## 역 주변
- 국도 제7호선
- 나미오카 온천

## 인접 역
| 동일본 여객철도 오우 본선 | 동일본 여객철도 오우 본선 | 동일본 여객철도 오우 본선 |
| ------------------------- | ------------------------- | ------------------------- |
| 기타토키와 히로사키 방면  | □ 쾌속                    | 쓰가루신조 아오모리 방면  |
| 기타토키와 요코테 방면    | ■ 보통                    | 다이샤카 아오모리 방면    |